# Dicranomyia (Dicranomyia) latispina
Dicranomyia (Dicranomyia) latispina is een tweevleugelige uit de familie steltmuggen (Limoniidae). De soort komt voor in het Neotropisch gebied.